# Molly Tarlov
Molly Tarlov (ur. 12 września 1992 w Nowym Jorku) – amerykańska aktorka.
Najbardziej znana z roli Sadie Saxton, rywalki Jenny z serialu młodzieżowego MTV – Inna. Wcześniej wystąpiła również w innych filmach i serialach jak G.B.F., Nieodparty urok, iCarly czy Huge.

## Filmografia

### Filmy
| Rok  | Tytuł           | Rola   | Notatka       |
| ---- | --------------- | ------ | ------------- |
| 1999 | Nieodparty urok | Molly  |               |
| 2013 | G.B.F.          | Sophie |               |
| 2013 | Everlasting     | Liz    | postprodukcja |

### Seriale
| Rok          | Tytuł   | Rola         | Notatka                                       |
| ------------ | ------- | ------------ | --------------------------------------------- |
| 2009         | iCarly  | Lisa         | „iThink They Kissed” (Sezon 3, Odcinek 1)     |
| 2010         | Gravity | klientka     | „Suicide Dummies” (Sezon 1, Odcinek 1)        |
| 2010         | Huge    | Caitlin      | „Hello, I Must Be Going” (Sezon 1, Odcinek 1) |
| 2011–present | Inna    | Sadie Saxton | główna postać                                 |